# Пружні хвилі
Пружні хвилі — збурення, що поширюються в твердих, рідких і газоподібних середовищах. При поширенні хвилі не відбувається переносу речовини. Частинки її коливаються поблизу положення рівноваги. Важливою характеристикою хвильових збурень є тип сил, що намагаються повертати частинки середовища в положення рівноваги в процесі виникнення та поширення збурень. Спільною рисою для пружних хвиль є те, що силовим фактором, що забезпечує повернення частинки середовища в положення рівноваги є сили пружності. Такі середовища називають пружними. Серед них розрізняють середовища, в яких пружні відновлюючі сили виникають лише при деформаціях розтягу-стиску. Близькими до таких модельних середовищ є реальні рідини та гази. В таких середовищах можуть існувати лише хвилі розтягу-стиску (поздовжні хвилі). Вивченням властивостей таких хвиль займається акустика. Тверді пружні тіла мають здатність опору не лише розтягу-стиску, а також зсуву. В них можуть існувати два типи збурень -- поздовжні та поперечні хвилі. Якщо в перших напрям руху частинок поблизу положення рівноваги збігається з напрямом поширення хвилі, то в другому випадку частинки рухаються в напрямі, перпендикулярному до напряму поширення хвилі. Закономірності генерації, поширення та взаємодії поздовжніх хвиль вивчаються, в основному, в такій науковій дисципліні, як акустика. Властивості пружних хвиль вивчаються в динамічній теорії пружності та в такому розділі акустики, як фізична акустика.

## Фізичні характеристики пружних середовищ
Для якісного та кількісного аналізу процесу поширення пружних хвиль у певному середовищі необхідно визначити його густину та характеристики пружності. Для стисливих рідин та газів силовою характеристикою процесу зміни об'єму є тиск {\displaystyle p}. Ця силова характеристика хвильового процесу є функцією координат та часу {\displaystyle p=p(x,y,z,t)}. Для визначення положення точки тут використано Декартові координати. Пружність таких середовищ характеризують об'ємним модулем пружності {\displaystyle K}. Саме цим модулем встановлюється зв'язок між величиною тиску та густини {\displaystyle \rho } середовища {\displaystyle p=K{\frac {\rho -\rho _{0}}{\rho _{0}}}}. Тут {\displaystyle \rho _{0}} -густина незбуреного середовища. В рамках припущення про відносну малість зміни густини середовища в процесі поширення збурень для визначення тиску в кожній точці області занятої середовищем слід знайти розв'язок хвильового рівняння для тиску при відповідних граничних та початкових умовах.
У випадку твердого пружного тіла внутріщні сили при деформуванні описуються сукупністю нормальних та дотичних напружень, яка називається тензором напружень. Зміна форми та об'єму виділеного елемента середовища описується тензором деформацій

## Відбиття пружних хвиль від границі

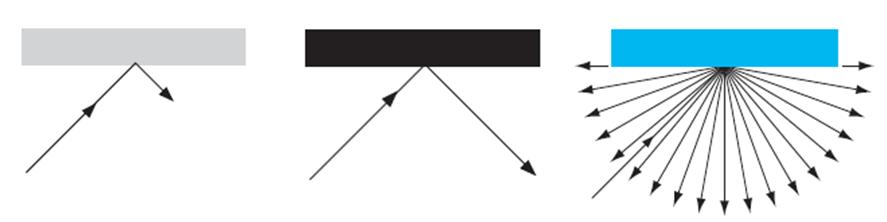
Відбиття акустичних хвиль від різних матеріалів. В перших двох випадках маємо відбиття від двох типів матеріалів - від м'яког і твердого тіла. В третьому випадку відбиття від активного тіла, яке само є джерелом додаткових хвиль, що поширюються в різних напорямках.